# Youssouph Badji
Youssouph Mamadou Badji (* 20. Dezember 2001 in Ziguinchor) ist ein senegalesischer Fußballspieler, der seit September 2024 beim dänischen Erstligisten Aarhus GF spielt. Der Stürmer ist seit August 2019 senegalesischer Nationalspieler.

## Karriere

### Verein
Youssouph Badji begann seine fußballerische Karriere in seinem Heimatland Senegal bei Casa Sports aus Ziguinchor. Am 3. Januar 2020 wechselte der Stürmer zum belgischen Erstdivisionär FC Brügge, wo er einen Vertrag bis 2024 unterzeichnete. Bei den Blauw-Zwart traf er auf seine Landsmänner Krépin Diatta, Mbaye Diagne und Amadou Sagna, die wie er als Offensivspieler tätig sind. Auf sein erstes Spiel in der ersten Mannschaft musste Badji jedoch bis zum Sommer 2020 warten. Am 1. August 2020 wurde er bei der 0:1-Niederlage gegen Royal Antwerpen im Finale des belgischen Pokals in der 52. Spielminute für David Okereke eingewechselt.
Sein Ligadebüt bestritt er am ersten Spieltag der nächsten Saison 2020/21, als er bei der 0:1-Heimniederlage gegen den RSC Charleroi über die volle Distanz der Partie auf dem Spielfeld stand. Im nächsten Ligaspiel gegen die KAS Eupen schaffte er es bereits vollends zu überzeugen. Zum souveränen 4:0-Auswärtssieg steuerte er ein Tor und eine Vorlage bei.
Aufgrund seines Alters konnte Badji auch in der U 23-Mannschaft des FC Brügge eingesetzt werden, die in der Saison 2020/21 außer Konkurrenz in der Division 1B teilnahm. Daher hatte er im Abstand von 10 Tagen am 14. November 2020 ein Spiel in der zweiten Liga gegen KVC Westerlo und am 24. November 2020 in der Champions League gegen Borussia Dortmund.
Insgesamt spielte Badji in der Saison 2020/21 bei 26 von 40 möglichen Ligaspielen für Brügge, bei denen er vier Tore schoss, zwei Pokalspielen mit drei Toren und vier Europapokal-Spielen sowie zwei Spielen der U-23-Mannschaft in der Division 1B. 
In der Saison 2021/22 wurde er in den ersten sechs Ligaspielen nicht eingesetzt. Ende August 2021 wurde er kurz vor Ende des Transferfensters für den Rest der Saison ohne Kaufoption an den französischen Verein Stade Brest verliehen. Badji bestritt für Brest 9 von 18 möglichen Ligaspielen und zwei Pokalspiele. Dabei wurde er ab November 2021 nur noch bei drei Spielen jeweils für wenige Minuten eingesetzt.
Ende Januar 2021 wurde die Leihe vorzeitig beendet, und Badji wurde erneut, diesmal innerhalb Belgiens, zum Ligakonkurrenten Sporting Charleroi ausgeliehen. Die Leihe wurde bis zum Ende der Saison 2022/23 mit anschließender Kaufoption vereinbart. In der Saison 2021/22 bestritt Badji 11 von 15 möglichen Ligaspielen. In der nächsten Saison waren es 26 von 34 möglichen Ligaspielen, in denen er fünf Tore schoss, sowie ein Pokalspiel.
Anfang Juli 2023 übte Charleroi die Kaufoption aus und schloss mit Badji einen Vertrag bis zum Ende der Saison 2025/26 mit der Option der Verlängerung um ein weiteres Jahr ab. In der Saison 2023/24 bestritt er 20 von 36 möglichen Ligaspielen sowie ein Pokalspiel mit einem geschossenen Tor für Charleroi.
Anfang September 2024 wechselte Badji, nachdem er fünf der ersten sechs Ligaspiele der neuen Saison für Charleroi bestritten hatte, zum dänischen Erstligisten Aarhus GF. Für Aarhus bestritt er 15 von 25 möglichen Ligaspielen, in denen ein Tor schoss, sowie vier Pokalspiele mit zwei geschossenen Toren. Dazu kommt ein Spiel bei der Reservemannschaft.

### Nationalmannschaft
Mit der senegalesischen U20-Nationalmannschaft nahm Badji im Frühjahr 2019 am U20 Afrika-Cup teil. Dort traf er in fünf Spielen drei Mal und erreichte mit der Auswahl das Endspiel, welches im Elferschießen gegen Mali verloren ging. Im Sommer desselben Jahres war er auch bei der U20-Weltmeisterschaft 2019 in Polen im Einsatz, blieb dort jedoch in fünf Einsätzen ohne Torerfolg und schied mit Senegal im Viertelfinale aus.
Am 3. August 2019 gab Badji beim 3:0-Sieg gegen Liberia in der Qualifikation zur Afrikanischen Nationenmeisterschaft 2020 sein Debüt in der A-Nationalmannschaft.

## Erfolge
- Belgischer Meister: 2020/21 (FC Brügge)
- Gewinner belgischer Supercup: 2021 (FC Brügge, nicht im Spielkader)